# Presidente de la Generalidad de Cataluña
El presidente de la Generalidad de Cataluña (en catalán: president de la Generalitat de Catalunya) ostenta la más alta representación de la Generalidad y la ordinaria del Estado en la comunidad autónoma de Cataluña. Asimismo, dirige y coordina la acción del Gobierno autonómico. Es escogido por el Parlamento de Cataluña de entre sus diputados y nombrado por el rey de España.
El actual presidente de la Generalidad de Cataluña es Salvador Illa, nombrado por el rey el 10 de agosto de 2024 y que tomó posesión el mismo día, tras ser investido por la mayoría absoluta del Parlamento de Cataluña el 8 de agosto de 2024.

## Nombramiento
La elección del presidente de la Generalidad se establece en los artículos 152.1 de la Constitución española y el artículo 67.2 del Estatuto de Autonomía de Cataluña de 2006, y queda desplegada por los artículos 49 y siguientes de la ley 3/1982 así como por los artículos 127 y 128 del reglamento del Parlamento de Cataluña de 2005. En la elección del presidente hay 3 fases claramente especificadas:
- 1.ª fase: una vez realizadas las elecciones autonómicas y constituido el Parlamento, o una vez ha dimitido, ha fallecido o ha perdido una cuestión de confianza el presidente regional, el presidente del Parlamento de Cataluña realiza una ronda de consultas con los diferentes representantes de los grupos políticos y propone un candidato a la presidencia de la Generalidad, que obligatoriamente ha de ser miembro del Parlamento.
- 2.ª fase: el candidato propuesto, si acepta la designación, ha de exponer el programa del gobierno que pretende formar y solicitar la confianza del parlamento regional, en una sesión plenaria denominada «debate de investidura». Al acabar el debate, se procede a la votación, en la cual el candidato es investido, siempre que obtenga un número de votos afirmativos igual o superior a la mayoría absoluta de la cámara. En caso de no conseguirlo, se pasaría a una segunda vuelta, dos días después donde el candidato quedaría investido por mayoría simple. En el caso, que el candidato no hubiese conseguido la confianza del parlamento en ninguna de las dos rondas, el presidente del parlamento regional habría de presentar nuevos candidatos de forma sucesiva con el término máximo de dos meses. Transcurrido dicho plazo sin investir a un presidente, el parlamento se autodisuelve y se convocan nuevas elecciones.
- 3.ª fase: el presidente del parlamento, en caso de que un candidato propuesto haya sido escogido, ha de comunicar la decisión del parlamento de Cataluña al rey de España. En el plazo de 5 días, el rey, que es el único que posee tal facultad, debe nombrarle presidente autonómico de Cataluña, con el visto bueno del presidente del Gobierno.

## Cese
Las causas de cese de funciones del presidente de la Generalidad quedan establecidas por el artículo 59 de la ley 3/1982 y los artículos 129 y siguientes del reglamento del Parlamento de Cataluña de 2005. Son causas de cese del presidente:
- La aprobación de una moción de censura, que en caso de ser admitida a trámite procede a la celebración de un debate en que pueden intervenir el presidente, y el candidato que propone la materia. En el caso de ser aprobada, el presidente es cesado, de igual manera que el resto del gobierno y queda investido como nuevo presidente el candidato explícitamente propuesto en la moción.
- Por la denegación de una moción de confianza, en que después de un debate previo, si al presidente se le deniega la confianza, es cesado conjuntamente con los demás miembros del Gobierno.
- Dimisión.
- Por notoria incapacidad física y mental, reconocida por el Parlamento catalán y que inhabilita al presidente ejercer sus funciones.
- Por defunción.

En el penúltimo y último caso, el presidente del Parlamento de Cataluña asume las funciones del presidente de la Generalidad, y debe preparar las elecciones de un nuevo Parlamento catalán para la elección de un nuevo presidente.

## Listado de presidentes

### Presidentes de la Generalidad de Cataluña desde 1977

Gobiernos autonómicos de la Generalitat de Cataluña.

| Legislatura                  | Gobierno                     | N.º                          | Fotografía              | Presidente de la Generalidad de Cataluña                                                      | Inicio del mandato                      | Fin del mandato                   | Duración del mandato       | Notas     |
| ---------------------------- | ---------------------------- | ---------------------------- | ----------------------- | --------------------------------------------------------------------------------------------- | --------------------------------------- | --------------------------------- | -------------------------- | --------- |
| Preautonómica (1977-1980)    |                              | 1.°                          |                         | Josep Tarradellas                                                                             | 17 de octubre de 1977                   | 8 de mayo de 1980                 | 2 años, 6 meses y 2 días   | Ver notas |
| I (1980)                     | Pujol I                      | 2.°                          |                         | Jordi Pujol Diputado por Barcelona                                                            | 24 de abril de 1980                     | 30 de mayo de 1984                | 23 años, 7 meses y 22 días | Ver notas |
| II (1984)                    | Pujol II                     | 2.°                          | 30 de mayo de 1984      | Jordi Pujol Diputado por Barcelona                                                            | 22 de junio de 1988                     |                                   | 23 años, 7 meses y 22 días | Ver notas |
| III (1988)                   | Pujol III                    | 2.°                          | 22 de junio de 1988     | Jordi Pujol Diputado por Barcelona                                                            | 9 de abril de 1992                      |                                   | 23 años, 7 meses y 22 días | Ver notas |
| IV (1992)                    | Pujol IV                     | 2.°                          | 9 de abril de 1992      | Jordi Pujol Diputado por Barcelona                                                            | 16 de diciembre de 1995                 |                                   | 23 años, 7 meses y 22 días | Ver notas |
| V (1995)                     | Pujol V                      | 2.°                          | 16 de diciembre de 1995 | Jordi Pujol Diputado por Barcelona                                                            | 16 de noviembre de 1999                 |                                   | 23 años, 7 meses y 22 días | Ver notas |
| VI (1999)                    | Pujol VI                     | 2.°                          | 16 de noviembre de 1999 | Jordi Pujol Diputado por Barcelona                                                            | 16 de diciembre de 2003                 |                                   | 23 años, 7 meses y 22 días | Ver notas |
| VII (2003)                   | Maragall                     | 3.°                          |                         | Pasqual Maragall Diputado por Barcelona                                                       | 16 de diciembre de 2003                 | 24 de noviembre de 2006           | 2 años, 11 meses y 8 días  | Ver notas |
| VIII (2006)                  | Montilla                     | 4.°                          |                         | José Montilla Diputado por Barcelona                                                          | 24 de noviembre de 2006                 | 23 de diciembre de 2010           | 4 años y 29 días           | Ver notas |
| IX (2010)                    | Mas I                        | 5.°                          |                         | Artur Mas Diputado por Barcelona                                                              | 23 de diciembre de 2010                 | 21 de diciembre de 2012           | 5 años y 20 días           | Ver notas |
| X (2012)                     | Mas II                       | 5.°                          | 21 de diciembre de 2012 | Artur Mas Diputado por Barcelona                                                              | 12 de enero de 2016                     |                                   | 5 años y 20 días           | Ver notas |
| XI (2015)                    | Puigdemont                   | 6.°                          |                         | Carles Puigdemont Diputado por Gerona                                                         | 12 de enero de 2016                     | 28 de octubre de 2017             | 1 años, 9 meses y 16 días  | Ver notas |
| Intervención de la autonomía | Intervención de la autonomía | Intervención de la autonomía |                         | Soraya Sáenz de Santamaría asumió las competencias como vicepresidenta del Gobierno de España | 28 de octubre de 2017                   | 17 de mayo de 2018                | 6 meses y 19 días          | Ver notas |
| XII (2017)                   | Torra                        | 7.°                          |                         | Quim Torra Diputado por Barcelona                                                             | 17 de mayo de 2018                      | 28 de septiembre de 2020          | 2 años, 3 meses y 11 días  | Ver notas |
| XII (2017)                   | Torra                        | 8.°                          |                         | Pere Aragonès Diputado por Barcelona                                                          | 30 de septiembre de 2020 (en funciones) | 24 de mayo de 2021 (en funciones) | 3 años, 10 meses y 8 días  | Ver notas |
| XIII (2021)                  | Aragonès                     | 8.°                          | 24 de mayo de 2021      | Pere Aragonès Diputado por Barcelona                                                          | 10 de agosto de 2024                    |                                   | 3 años, 10 meses y 8 días  | Ver notas |
| XIV (2024)                   | Illa                         | 9.°                          |                         | Salvador Illa Diputado por Barcelona                                                          | 10 de agosto de 2024                    | En el cargo                       | 1 año y 2 días             | Ver notas |

### Expresidentes vivos
Actualmente hay 7 expresidentes de la Generalidad de Cataluña vivos. El expresidente más reciente en fallecer fue Josep Tarradellas (1977-1980) el 10 de junio de 1988 a los 89 años. Los expresidentes vivos, en orden de servicio son:

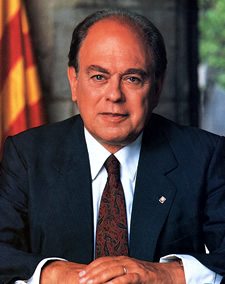
Jordi Pujol (1980-2003) N. 9 de junio de 1930
95 años
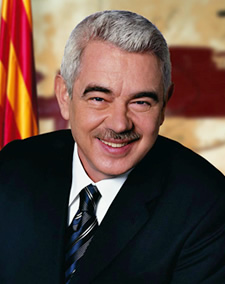
Pasqual Maragall (2003-2006) N. 13 de enero de 1941
84 años
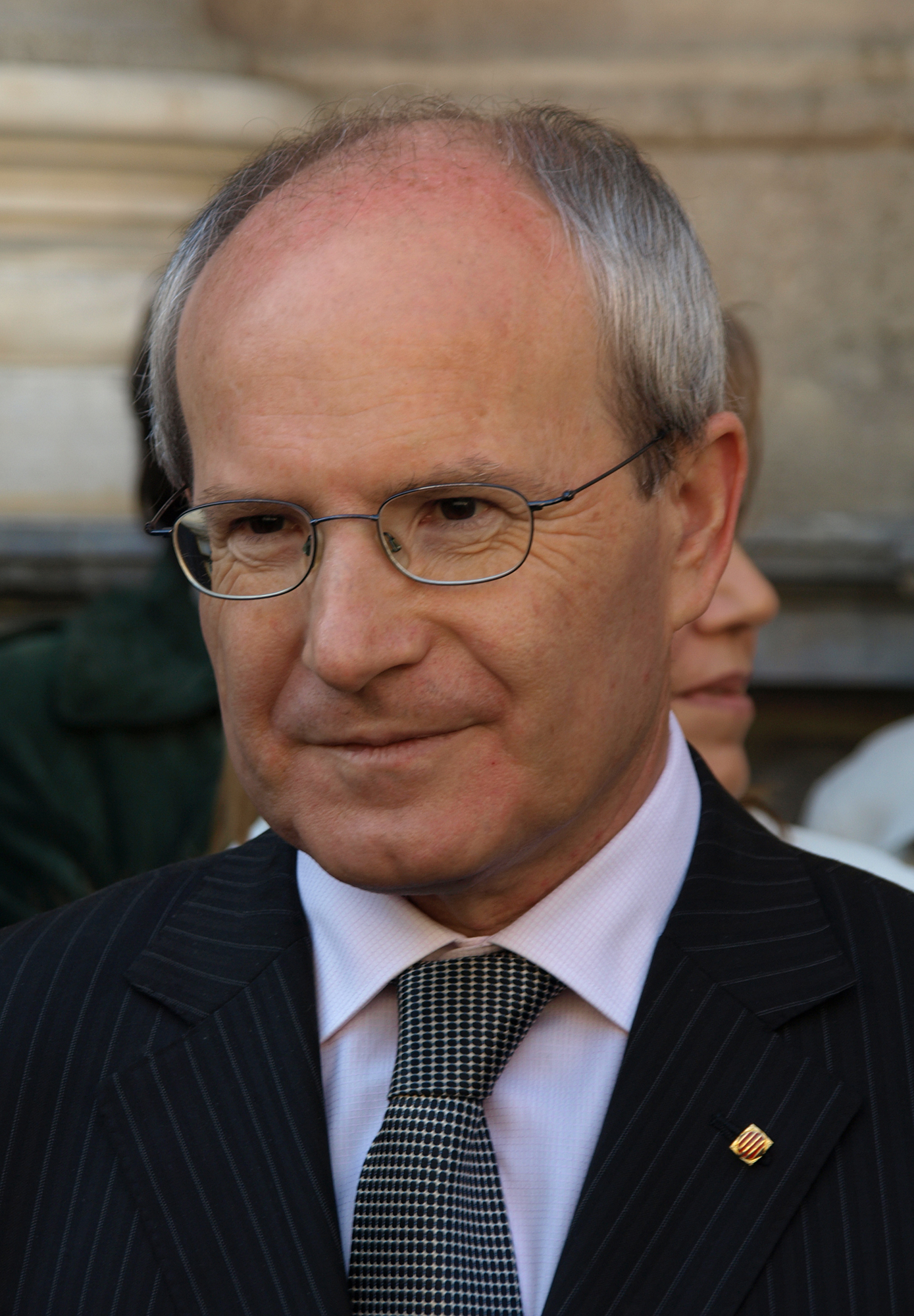
José Montilla (2006-2010) N. 15 de enero de 1955
70 años
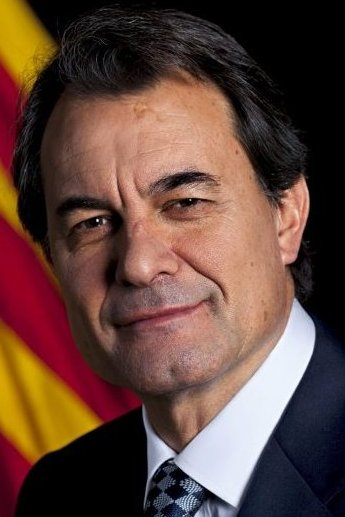
Artur Mas (2010-2016) N. 31 de enero de 1956
69 años
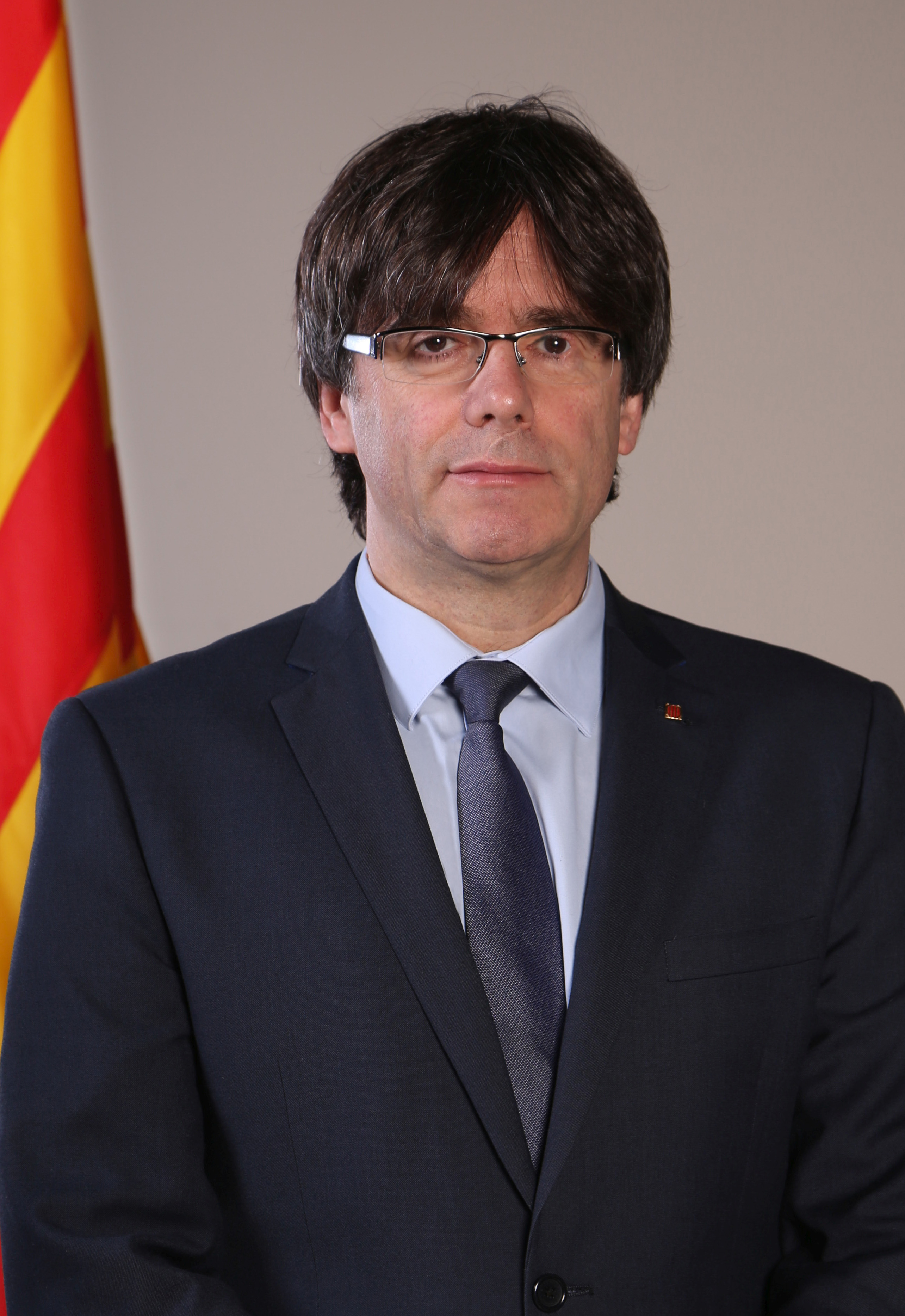
Carles Puigdemont (2016-2017) N. 29 de diciembre de 1962 62 años
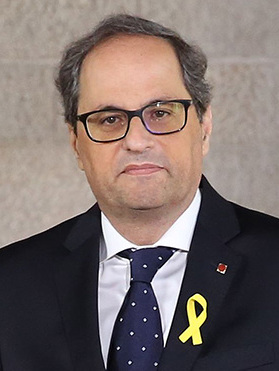
Quim Torra (2018-2020) N. 28 de diciembre de 1962 62 años
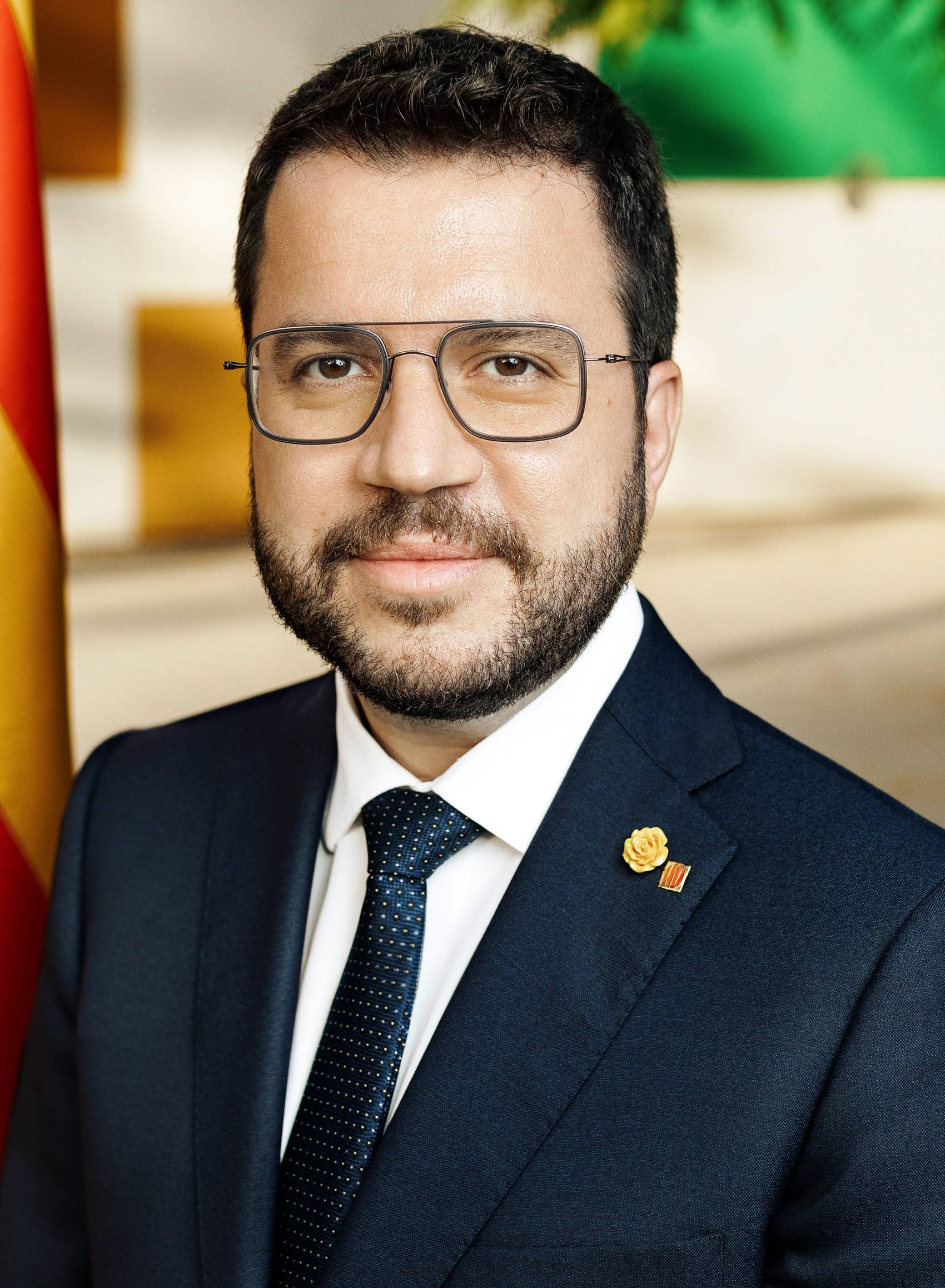
Pere Aragonès (2021-2024) N. 16 de noviembre de 1982 42 años